# Jean-Baptiste Forceville

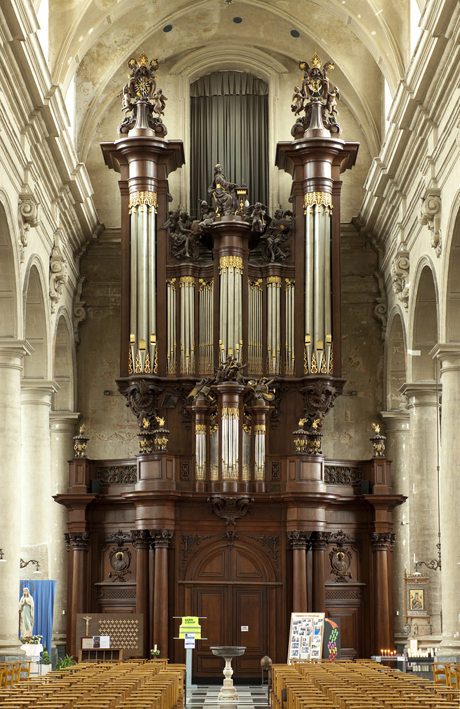
Abdijkerk, Ninove

Jean-Baptiste Forceville (Racquinghem bij Sint-Omaars (Pas-de-Calais), 1655 – Brussel, 1739) is een van de markante orgelbouwers uit het begin van de 18e eeuw.
Hij wordt wel eens de "vader van het Vlaamse rococo-orgel" genoemd en zal het hoogtepunt van de Vlaamse Barok realiseren.  Hij breekt met de traditionele structuren van het orgel en zal een school vormen die de hele 18de eeuw zal beheersen.

## Leerperiode in Sint-Omaars
Jean-Baptiste Forceville ging 1676 in Sint-Omaars in de leer bij de orgelmaker François van Isacker (?, ca. 1633 - Boulogne-sur-Mer, 1682) die er zich waarschijnlijk rond 1666 had gevestigd.

## Antwerpse periode
Een eerste vermelding van Jean-Baptiste Forceville vinden we in 1680 in Boekhoute in Oost-Vlaanderen, in verband met een orgelreparatie. Hij vestigde zich in Antwerpen nadat hij ogenschijnlijk als reizend orgelbouwer zijn beroep had uitgeoefend. Zijn activiteiten bepaalden zich vanaf dat moment tot enkele gebedshuizen in Antwerpen en omstreken. Hij werd er ook lid van de Sint-Lucas-gilde, de vereniging van Antwerpse handelaren en antiquairs en huwde er. Uit die tijd stamt het kleine buffet-orgel dat nu prijkt in de Museumkerk in Brussel; het is gedateerd uit het jaar 1699.

## Brusselse periode
Onduidelijk is wanneer Forceville definitief naar Brussel verhuisd is; vermoedelijk in de jaren 1705-1706, en wel om twee redenen. Allereerst door zijn benoeming tot orgelmeester aan het Hof, en vervolgens door de opdracht tot het bouwen van een monumentaal orgel in de collegiale kerk van de HH. Michiel en Goedele, de huidige kathedraal.

## Vernieuwer van de orgelbouw
Forceville dient te worden beschouwd als een waar vernieuwer van de orgelbouw.  Onder de vele vernieuwingen die hij invoerde behoren de uitbreiding van de klavieren met een grotere tessituur en kleine vondsten zoals het ontkoppelde pedaal en de ruimere afmetingen.
Hij ontwikkelde in Vlaanderen drie nieuwe orgeltypes die wezenlijk met de traditie breken:
1. Het gedeelde type: de kasten aan weerszijden van het doksaal, zoals in de Sint-Goedelekerk van Brussel (1706).
2. De hoogtebouw die verlaten wordt voor een uitbouw in de breedte: de werken worden naast elkaar opgesteld.  Een typisch voorbeeld is het orgel van de Sint-Carolus Borromeuskerk te Antwerpen.
3. Het oksaalorgel op de koorafsluiting, op een moment dat men overal de oksalen afbreekt.  Een typisch voorbeeld hiervan vinden wij in de Sint-Jacobskerk van Antwerpen (1726).

## De School van Forceville
Naast het vernieuwen van de orgelbouw vormde Jean-Baptiste Forceville gerenommeerde orgelbouwers als Egide Le Blas, Jean-Baptiste Goynaut, Pieter Van Peteghem - de eerste van een Gentse dynastie van orgelbouwers - en zijn eigen zoon Jean Thomas.  Na zijn dood in 1739 hebben zij in zijn voetsporen voortgewerkt. De Frans-Vlaamse stijl, die Forceville in de orgelbouw van België heeft ingevoerd, heeft in België stand gehouden tot aan het eind van de 19e eeuw. Zo zullen ook de Nijvelse orgelbouwers als Adrien Rochet en Antoine Coppin bouwen met een klankideaal die verwant is aan deze Forceville-school.

## Werken

### Antwerpse periode
- 1683 - Loenhout, verwoest door Duitse bombardementen in mei 1940
- 1690 - Hemiksem, Sint-Bernardusabdij (verdwenen)
- 1692 - Haasdonk
- 1696 - Kruibeke, Onze-Lieve-Vrouwekerk
- 1699 - Bevel
- 1699 - Stabroek (deels bewaard)
- 1703 - Aalst, Sint-Martinuskerk, nu Nieuwkerken, Aalst (deels bewaard)
- 1705 - Gent, H. Kerst (Sint-Salvator)

### Brusselse periode
- 1706 - Brussel, verdwenen
- 1714 - Brussel, St.-Goedele (verdwenen)
- 1710-15 - Lokeren (na brand van 1719 nieuw orgel door J. Thomas Forceville in 1727 - alleen orgelkast deels bewaard)
- 1711-13 - Ekeren (deels bewaard)
- 1713 Mechelen, St-Pieter
- 1719-23 - Lier, begijnhof, Sint-Margaritakerk (deels bewaard)
- 1720 - Antwerpen, Sint-Carolus
- 1725 - Berchem (Antwerpen), Sint-Willibrorduskerk (deels bewaard)
- 1725-1730 - Deurne, Sint-Fredeganduskerk
- 1726-29 - Antwerpen, St.-Jacob, koordoksaal (deels bewaard)
- 1728 - Ninove, Norbertijnerabdijkerk, tweemanualig orgel
- 1730-32 - Antwerpen, St.-Paulus (Dominicanen), westdoksaal, renovatie en vergroting van het Van Haghen-orgel van 1654 (bewaard en onlangs gerestaureerd).
- 1733 - Zaffelare
- 1738 - Brussel, Onze-Lieve-Vrouw-van-Bijstand (geplaatst door J. Thomas Forceville)

Van Belle · Berger · Andries-Jacob Berger · Dominique I Berger · Bremser · Corneille Cacheux · De Lannoy · Antoon van Elen · Jacob van Eynde · Jean-Baptiste Forceville · Hans Goltfuss · Jean-Joseph vander Haeghen · Nicolaas van Hagen · Nicolaas Helewout · Familie Niehoff · Willem Hermans · Hooghuys · Langhedul · Egidius Le Blas · Loret (familie) · Christiaan Penceler · Van Peteghem · Guillaume Robustelly · Jean le Royer · Andries Severijn · Theodoor Smet · Hans Suys